# La Boissière-sur-Èvre
La Boissière-sur-Èvre ([la bwaˈsjɛʁ syʁ ˈɛvʁ] ⓘ) ist eine Ortschaft und eine ehemalige französische Gemeinde mit 449 Einwohnern (Stand: 1. Januar 2022) im Département Maine-et-Loire in der Region Pays de la Loire. Sie gehörte zum Arrondissement Cholet. Die Einwohner werden Buissiérains und Buissiérainnes genannt.
Der Erlass des Präfekten vom 5. Oktober 2015 legte mit Wirkung zum 15. Dezember 2015 die Eingliederung von La Boissière-sur-Èvre als Commune déléguée zusammen mit den früheren Gemeinden Montrevault, Chaudron-en-Mauges, La Chaussaire, La Salle-et-Chapelle-Aubry, Le Fief-Sauvin, Le Fuilet, Le Puiset-Doré, Saint-Pierre-Montlimart. Saint-Quentin-en-Mauges und Saint-Rémy-en-Mauges zur Commune nouvelle Montrevault-sur-Èvre fest.

## Geografie

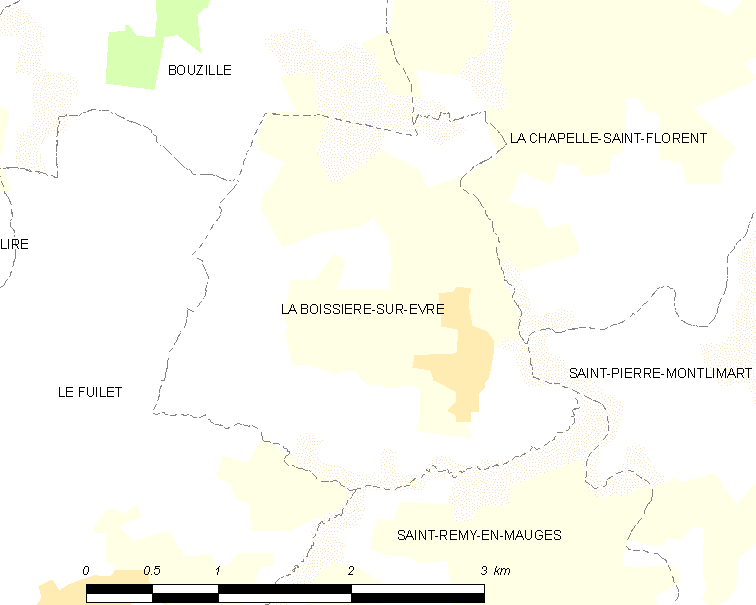
Karte von La Boissière-sur-Èvre

La Boissière-sur-Èvre liegt etwa 44 Kilometer südwestlich von Angers, etwa 31 Kilometer nordnordwestlich von Cholet und etwa 37 Kilometer ostnordöstlich von Nantes in der Région naturelle der Mauges, Teil der historischen Provinz des Anjou.
Der Ort befindet sich im Einzugsgebiet der Loire und wird von der Èvre entwässert, die ihn im Osten auf etwa 600 Meter Länge begrenzt, ferner vom zeitweise trockenfallenden Ruisseau de Beugnon, der es im Osten begrenzt, bevor er in die Èvre mündet, vom Ruisseau de la Salmonnière und vom Flüsschen Trézenne, die ihn im Süden begrenzen, sowie von weiteren kleineren Fließgewässern.
Das Ortsgebiet zeigt eine hügelige Landschaft an den südöstlichen Ausläufern des Armorikanischen Massivs mit einer maximalen Erhebung von 102 m im Norden. Das Ortszentrum liegt auf etwa 77 m, der niedrigste Punkt wird mit 17 m Höhe beim Austritt der Èvre aus dem Ortsgebiet gemessen.
Umgeben wird La Boissière-sur-Èvre von zwei Nachbargemeinden und drei Communes déléguées von Montrevault-sur-Èvre:
| Orée d’Anjou                     |                                             | Mauges-sur-Loire                               |
|                                  | Kompassrose, die auf Nachbargemeinden zeigt | Saint-Pierre-Montlimart (Montrevault-sur-Èvre) |
| Le Fuilet (Montrevault-sur-Èvre) |                                             | Saint-Rémy-en-Mauges (Montrevault-sur-Èvre)    |

## Etymologie und Geschichte
Der französische Historiker Célestin Port schlägt für den Ursprung des Ortsnamens das Wort Buxeria vor, als Ort, an dem der Buchsbaum wächst. Frühere Formen waren: Busseria (1146), Busserium (1163), La Boissière (Carte de Cassini, 18. Jahrhundert).
La Boissière-sur-Èvre wurde zwischen 1790 und 1794 in der Gemeinde Le Fuilet integriert und zwischen 1821 und 1826 aus Le Fuilet herausgelöst. Gemäß dem Erlass vom 28. November 1883 wurde der Name von bisher La Boissière-Saint-Florent zum heutigen Namen geändert.
Ein Absatzbeil mit Ring, das auf dem Ortsgebiet gefunden wurde, könnte Zeuge einer vormals keltischen Siedlung sein.
Die Pfarrgemeinde gehörte zum Gebiet der Exemtion der Abtei von Saint-Florent-le-Vieil. Die Gerichtsbarkeit von Saint-Florent bestand seit dem Beginn des 11. Jahrhunderts. Es gab zwei nebeneinander gebauten Kirchen, eine dem heiligen Blasius, die andere Maria geweiht. Eine Kirche könnte die Funktion einer Prioratskirche, die andere die der Pfarrkirche haben. Eine dieser Kirchen bestand noch am Ende des 15. Jahrhunderts, dann unter der Vokabel Saint-Symphorien.
Es gab sicherlich eine Lehnsherrenfamilie mit dem gleichen Namen, denn ein Girardus de Buxeria erschien in einer Urkunde von Saint-Florent. Diese starb wohl aus, denn das Lehnswesen wurde von den Mönchen von Saint-Florent ausgeübt.
Im 18. Jahrhundert gehörte die Pfarrgemeinde zur Élection von Angers.

## Bevölkerungsentwicklung
| La Boissière-sur-Èvre: Einwohnerzahlen von 1831 bis 2020                                                                   | La Boissière-sur-Èvre: Einwohnerzahlen von 1831 bis 2020 | La Boissière-sur-Èvre: Einwohnerzahlen von 1831 bis 2020 | La Boissière-sur-Èvre: Einwohnerzahlen von 1831 bis 2020 | La Boissière-sur-Èvre: Einwohnerzahlen von 1831 bis 2020 |
| --- | -------------------------------------------------------- | -------------------------------------------------------- | -------------------------------------------------------- | -------------------------------------------------------- |
| Jahr |                                                          |                                                          |                                                          | Einwohner                                                |
| 1831 | 1831                                                     |                                                          | 519                                                      | 519                                                      |
| 1836 | 1836                                                     |                                                          | 467                                                      | 467                                                      |
| 1841 | 1841                                                     |                                                          | 493                                                      | 493                                                      |
| 1846 | 1846                                                     |                                                          | 480                                                      | 480                                                      |
| 1851 | 1851                                                     |                                                          | 531                                                      | 531                                                      |
| 1856 | 1856                                                     |                                                          | 591                                                      | 591                                                      |
| 1861 | 1861                                                     |                                                          | 598                                                      | 598                                                      |
| 1866 | 1866                                                     |                                                          | 588                                                      | 588                                                      |
| 1872 | 1872                                                     |                                                          | 595                                                      | 595                                                      |
| 1876 | 1876                                                     |                                                          | 581                                                      | 581                                                      |
| 1881 | 1881                                                     |                                                          | 582                                                      | 582                                                      |
| 1886 | 1886                                                     |                                                          | 586                                                      | 586                                                      |
| 1891 | 1891                                                     |                                                          | 572                                                      | 572                                                      |
| 1896 | 1896                                                     |                                                          | 555                                                      | 555                                                      |
| 1901 | 1901                                                     |                                                          | 504                                                      | 504                                                      |
| 1906 | 1906                                                     |                                                          | 479                                                      | 479                                                      |
| 1911 | 1911                                                     |                                                          | 463                                                      | 463                                                      |
| 1921 | 1921                                                     |                                                          | 396                                                      | 396                                                      |
| 1926 | 1926                                                     |                                                          | 392                                                      | 392                                                      |
| 1931 | 1931                                                     |                                                          | 380                                                      | 380                                                      |
| 1936 | 1936                                                     |                                                          | 353                                                      | 353                                                      |
| 1946 | 1946                                                     |                                                          | 344                                                      | 344                                                      |
| 1954 | 1954                                                     |                                                          | 402                                                      | 402                                                      |
| 1962 | 1962                                                     |                                                          | 410                                                      | 410                                                      |
| 1968 | 1968                                                     |                                                          | 420                                                      | 420                                                      |
| 1975 | 1975                                                     |                                                          | 347                                                      | 347                                                      |
| 1982 | 1982                                                     |                                                          | 321                                                      | 321                                                      |
| 1990 | 1990                                                     |                                                          | 365                                                      | 365                                                      |
| 1999 | 1999                                                     |                                                          | 367                                                      | 367                                                      |
| 2006 | 2006                                                     |                                                          | 381                                                      | 381                                                      |
| 2013 | 2013                                                     |                                                          | 420                                                      | 420                                                      |
| 2020 | 2020                                                     |                                                          | 436                                                      | 436                                                      |
| Quelle(n): EHESS/Cassini bis 1999, INSEE ab 2006 Anmerkung(en): Ab 1962 offizielle Zahlen ohne Einwohner mit Zweitwohnsitz |                                                          |                                                          |                                                          |                                                          |

## Sehenswürdigkeiten
- Pfarrkirche Saint-Symphorien, 1884 neu errichtet